# Hermann Runge
Hermann Runge (* 28. Oktober 1902 in Konradsthal; † 3. Mai 1975 in Düsseldorf) war ein deutscher Politiker der SPD.

## Leben und Widerstand
Runges Vater war Bergmann, der durch einen Unfall unter Tage früh verstarb. Seine Mutter, verwitwet und mit vier Kindern auf sich gestellt, musste als Landarbeiterin die Familie ernähren. Im Jahr 1913 zog die Familie nach Moers. Hermann Runge erlernte das Schlosserhandwerk und trat 1920 in die SPD ein. Bereits 1921 war er Vorsitzender der Sozialistischen Arbeiterjugend im Unterbezirk Moers. Seit 1929 war Runge Gemeindevertreter und Kreistagsabgeordneter in Moers und seit 1931 SPD-Parteisekretär. Außerdem engagierte er sich im Reichsbanner Schwarz-Rot-Gold. Als Vorsitzender der „Eisernen Front“ koordinierte Runge den Kampf gegen den aufkommenden Nationalsozialismus in der Gegend von Moers. Mit der „Machtergreifung“ der Nationalsozialisten verlor er 1933 seine bisherige berufliche Existenz.
In den ersten Jahren der Diktatur baute Runge eine Widerstandsgruppe zwischen dem Niederrhein und dem Ruhrgebiet auf. Als Brotfahrer der Brotfabrik „Germania“ bildeten eine Reihe Moerser Sozialdemokraten (mit Wissen des Firmenchefs) ein Verteilernetz für Flugblätter und illegale Schriften. Zudem flossen Informationen aus dem Reich zum Exilvorstand der „Sopade“ nach Prag. Die Gruppe wurde 1935 entdeckt und vor Gericht gestellt. Runge war einer von 19 Angeklagten und wurde 1936 vom Volksgerichtshof wegen „Vorbereitung eines besonders hochverräterischen Unternehmens“ zu neun Jahren Zuchthaus verurteilt. Er verbüßte die Haftzeit im Zuchthaus Lüttringhausen (heute JVA Remscheid). Nach dem Haftende im Jahr 1944 drohte ihm die Überstellung in ein Konzentrationslager. Dem konnte Runge nur mit Hilfe des Zuchthausdirektors entgehen.
Nach Kriegsende engagierte sich Runge erneut in der SPD, wurde wieder Parteisekretär in Moers und 1946 Bezirkssekretär in Düsseldorf.

## Parlamentarische Tätigkeit
Runge war 1948/49 Mitglied des Parlamentarischen Rates und gehörte danach dem Deutschen Bundestag seit dessen erster Wahl 1949 bis 1957 an. 1949 gewann er ein Direktmandat im Wahlkreis Remscheid – Solingen und 1953 zog er über die Landesliste der SPD Nordrhein-Westfalen ins Parlament ein. Außerdem war er 1946/47 und 1958–1966 Mitglied des Landtages in Nordrhein-Westfalen.
Zu Ehren von Hermann Runge wurde die „Hermann-Runge-Gesamtschule“ in Moers nach ihm benannt.